# Ulrich Spellenberg
Ulrich Spellenberg (* 27. Mai 1940 in Friedrichshafen) ist ein deutscher Rechtswissenschaftler und ehemaliger Hochschullehrer an der Universität Bayreuth.

## Leben und Werk
Spellenberg studierte nach seinem Abitur 1959 zunächst Geschichte an der Universität Marburg, wechselte aber bereits im folgenden Semester das Studienfach zu den Rechtswissenschaften. Im Nebenfach studierte er Orientalistik. 1964 schloss er an der Universität Göttingen sein juristisches Studium ab und leistete in der Folge am Oberlandesgericht Celle seinen Referendarsdienst ab. 1969 legte er seine Große juristische Staatsprüfung ab. In der Folge arbeitete er als wissenschaftlicher Assistent von Bruno Rimmelspacher an der Universität Bielefeld. Seine Promotion zum Dr. iur. zu einem konkursrechtlichen Thema schloss Spellenberg 1971 aber unter Betreuung von Wolfram Henckel an der Universität Göttingen ab. 1973 folgte Spellenberg Rimmelspacher als Assistent bei dessen Wechsel an die Universität München und schloss dort 1977 seine Habilitation mit einer international-privatrechtlichen Arbeit ab. Damit erwarb Spellenberg die Venia legendi für die Fächer Bürgerliches Recht, Zivilprozessrecht, Internationales Privatrecht und Rechtsvergleichung.
Nach Lehrstuhlvertretungen an den Universitäten Bonn, Augsburg und Hannover nahm Spellenberg 1979 einen Ruf der Universität Bayreuth an, wo er bis zu seiner Emeritierung 2005 den ordentlichen Lehrstuhl für Zivilrecht, insbesondere Internationales Privatrecht und Rechtsvergleichung innehatte. Nebenbei war er seit 1979 dauerhafter Gastprofessor an der Universität Bordeaux, die ihm im Januar 2006 die Ehrendoktorwürde verlieh. Von 1990 bis 1992 war er zudem Dekan der Bayreuther rechts- und wirtschaftswissenschaftlichen Fakultät.
Spellenbergs Forschungsschwerpunkte liegen vor allem im deutschen, französischen und internationalen Familien- und Erbrecht sowie im vergleichenden und internationalen Zivil- und Zivilprozessrecht. So war er langjähriger Kommentator weiter Teile des internationalen Privatrechts im Münchener Kommentar zum Bürgerlichen Gesetzbuch sowie der EuEheGVO und anderer international-familienrechtlicher Bestimmungen im Staudinger.

## Schriften (Auswahl)
- Zum Gegenstand des Konkursfeststellungsverfahrens (§§ 138 ff. KO). Schuld und Haftung im Konkurs. O. Schwartz, Göttingen 1973 (Dissertation).
- Geschäftsstatut und Vollmacht im internationalen Privatrecht. C.H. Beck, München 1979, ISBN 3-406-05440-4 (Habilitationsschrift).